# خورشیدگرفتگی ۲۷ مه ۱۸۱۶
خورشیدگرفتگی ۲۷ مه ۱۸۱۶ (به انگلیسی: Solar eclipse of 27 May 1816) یک خورشیدگرفتگی از نوع خورشیدگرفتگی حلقه‌ای بود. این خورشیدگرفتگی در تاریخ  ۲۷ مه ۱۸۱۶ روی داد که زمان اوج آن، ساعت ۳:۱۳:۲۴ به‌وقت ساعت هماهنگ جهانی بوده‌است.  مدت‌زمان و طول این خورشیدگرفتگی ۰۱ دقیقه و ۵۴ ثانیه بود.